# 曼德尔·克雷顿
曼德尔·克雷顿（/ˈmændəl ˈkraɪtən/，1843年7月5日—1901年1月14日）是一位英格蘭教會牧师和历史学家，1897至1901年间任伦敦主教，主要作品有《伊丽莎白一世时代：1558-1603》（The age of Elizabeth，1876年）等。